# Nicholas Walters
Nicholas Walters est un boxeur jamaïcain né le 4 janvier 1986 à Montego Bay.

## Carrière
Passé professionnel en 2008, il devient champion du monde des poids plumes WBA le 18 octobre 2014 après sa victoire par KO au 6e round contre Nonito Donaire. Walters est dépossédé de son titre le 12 juin 2015 pour ne pas être parvenu à respecter la limite de poids autorisée à la veille de son combat contre Miguel Marriaga. Il remporte toutefois le combat aux points.
Le 26 novembre 2016, il affronte Vasyl Lomachenko, champion WBO des poids super-plumes. Dominé, il perd par abandon à l'issue du 7e round.